# Henry Steel Olcott
Henry Steel Olcott (Orange, New Jersey, 1832. augusztus 2. – Adjar, Csennai, India, 1907. február 17.) társalapítója és első elnöke az 1875 szeptemberében létrejött Teozófiai Társulatnak. Nagy szerepe volt a keleti tanítások – különösen a buddhizmus  nyugati megismertetésében.

## Élete
Az Amerikai Egyesült Államokban született Olcott New Jerseyben nevelkedett, majd New Yorkban, és a Columbia egyetemen tanult, ahol csatlakozott egy keresztény közösséghez, amelynek tagja volt apja 1851-ben bekövetkezett haláláig.
1860-ban feleségül vette Mary Epplee Morgant, aki három gyermeket szült neki később. Olcott a New York Tribune lapnál volt a mezőgazdasági rovat szerkesztője. Szolgált a polgárháborúban, védte New Yorkot, és mint ezredes, speciális megbízott volt a tengerészetnél.
Újságcikkeinek egy része a spiritualista mozgalomhoz kapcsolódik. 1874-ben találkozott Helena Blavatsky asszonnyal. Egy évvel később vele együtt alakítja meg a Teozófiai Társulatot. 1878-ban elhagyta New Yorkot, hogy a Társulat székhelyét áthelyezzék India fővárosába. Később Adyarban (Csennai) született meg a központ. Bár Blavatsky asszony Londonba ment, Olcott ezredes maradt Indiában, és folytatta a társulat munkáját. A Teozófiai Társulat élére állva számos buddhista iskolát hozott létre Srí Lankán. Halála után a társulat vezetése Blavatsky tanítványára, Annie Besantra szállt.
Colombo fő utcáját, az Olcott utat róla nevezték el. Maradanában szobrot is állítottak neki. A Srí Lanka-iak máig szeretettel gondolnak rá.